# قلعة الرفاع
قلعة الرفاع والتي تسمى أيضا قلعة سلمان بن أحمد الفاتح، كانت لعائلة آل خليفة في البحرين وتقع في منطقة الرفاع الشرقي.

## موقعها
تتميز قلعة الرفاع بموقعها الاستراتيجي الهام. بنيت فوق جرف بسيط في المنطقة الصحراوية المنخفضة، الواقعة بين مستوطنة الرفاع القديمة ومدينة الرفاع الغربي الحديثة.

## أهميتها
عندما تولى الشيخ الجبري الحكم في القرن الحادى عشر الهجري، كان له وزير يدعى الشيخ فرير بن رحال، اتخذ من الرفاع الشرقي سكنا له وبنى بها قلعة، لكن أركانها تداعت مع مرور الزمن. وعندما انتقل سلمان بن أحمد آل خليفة من قرية جو إلى الرفاع، اتخذ الرفاع مقراً لسكنه وجدد بناء هذه القلعة بين عام 1812-1818م على أساس القلعة القديمة. وقام بحفر بئر غربي القلعة والمسمى بالحنينية.

## التصميم
شُيّدت قلعة الرفاع كمبنى دفاعي وسكني، وهي تتكون من ثلاث مجموعات من الغرف مستطيلة الشكل، وتطل كل مجموعة على فناء داخلي، ولكل فناء وظيفته الخاصة به، ويتمتع بدرجة من الاستقلال. ويقع المدخل في شمال شرقي القلعة بقرب المسجد وفي أقصى الجنوب الشرقي يقع الفناء الأول.
الفناء الأول: وفيه درج، ويوجد في غرب هذه المنطقة بناء جديد تمت إضافته إلى القلعة مؤخراً.
الفناء الثاني: ويختلف عن الفناء الأول في أنه يؤدي مباشرة إلى خارج القلعة، وأنه أكبر الأبنية الثلاث، وتم تصميمه في الأصل ليكون مربع الشكل. ويتفرع من الواجهة الشمالية للفناء غرفتان متشابهتان (وهما مستطيلتا الشكل يفصل بينهما حمام)، ولكل غرفة مدخلها الخاص، وتؤدي إحدى الغرف إلى الحصن المستدير، كما يوجد في الواجهة الجنوبية غرفة مستطيلة الشكل تحتوي على قاطع من أجل الحمام، وفي الأصل كانت هذه الغرفة تؤدي إلى الفناء الثالث. وفي الواجهة الغربية توجد غرفتان صغيرتان تستخدمان كمطبخ ومخزن.
الفناء الثالث: هذا الفناء أضيق من الفنائين السابقين ويؤدي الدرج الواقع في الواجهة الجنوبية إلى غرفة الدرج أعلى الدرج. كما توجد غرفة مستطيلة في أسفل الدرج، وهناك غرف مماثلة في الواجهة الغربية، وفي الواجهة الشرقية توجد غرفة مستطيلة، أمامها فناء صغير، ويقع باقي الدرج قرب هذه الغرفة، وقد بدأت عملية الترميم في يناير 1989م واستمرت إلى ديسمبر 1993م حيث تم افتتاح القعلة رسمياً.
جامع قلعة الرفاع: كانت القلعة في مراحلها الأولى تقوم بالدور الدفاعي البحث وقد تضمنت مصلى صغير، غير أنه وفي الفترات التاريخية المتأخرة انفصل المصلى عن القلعة وأصبح في مكان محاذي لها في الوقت الذي أصبحت في القلعة تقوم بدور سكني أكثر منه دفاعي، وبعد فترات زمنية تحول هذا المصلى إلى مسجد.
وبأمر من الشيخ عيسى بن سلمان آل خليفة تم إعادة هذا المسجد وتوسعته.